# Nephodia cassarioides
Nephodia cassarioides är en fjärilsart som beskrevs av Paul Dognin 1908. Nephodia cassarioides ingår i släktet Nephodia och familjen mätare. Inga underarter finns listade i Catalogue of Life.